# وایلدوود، تگزاس
وایلدوود (به انگلیسی: Wyldwood) یک منطقهٔ مسکونی در ایالات متحده آمریکا است که در شهرستان بستراپ، تگزاس واقع شده‌است. وایلدوود ۳۱٫۴ کیلومتر مربع مساحت و ۲٬۵۰۵ نفر جمعیت دارد و ۱۵۶ متر بالاتر از سطح دریا واقع شده‌است.